# Blautopf (Essing)
Koordinaten: 48° 56′ 26,2″ N, 11° 46′ 44,2″ O
Der Blautopf (auch kleiner Blautopf) ist eine Karstquelle in Essing an der Altmühl, in der Fränkischen Alb in Niederbayern.

## Beschreibung

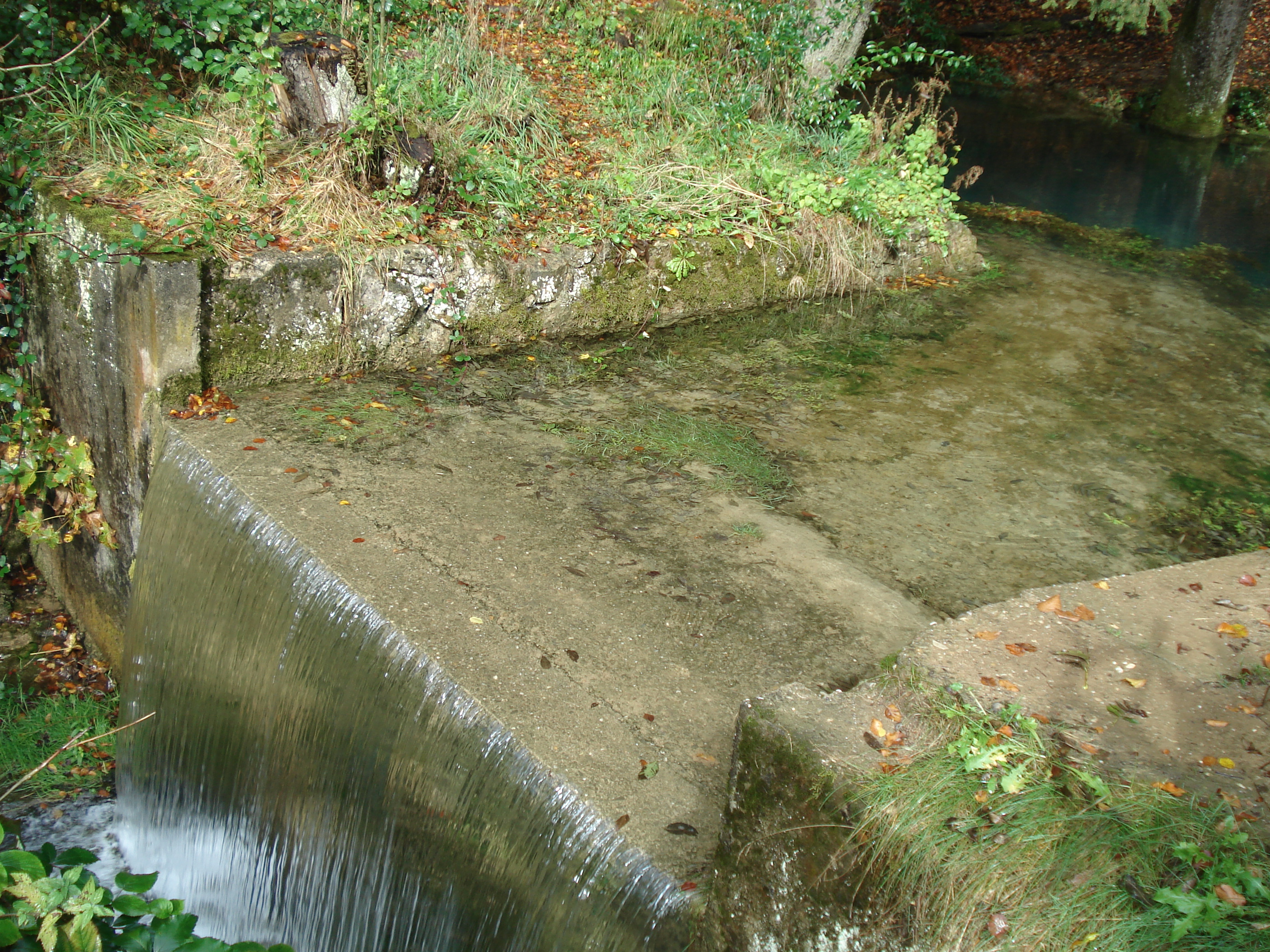
Abfluss der Quelle

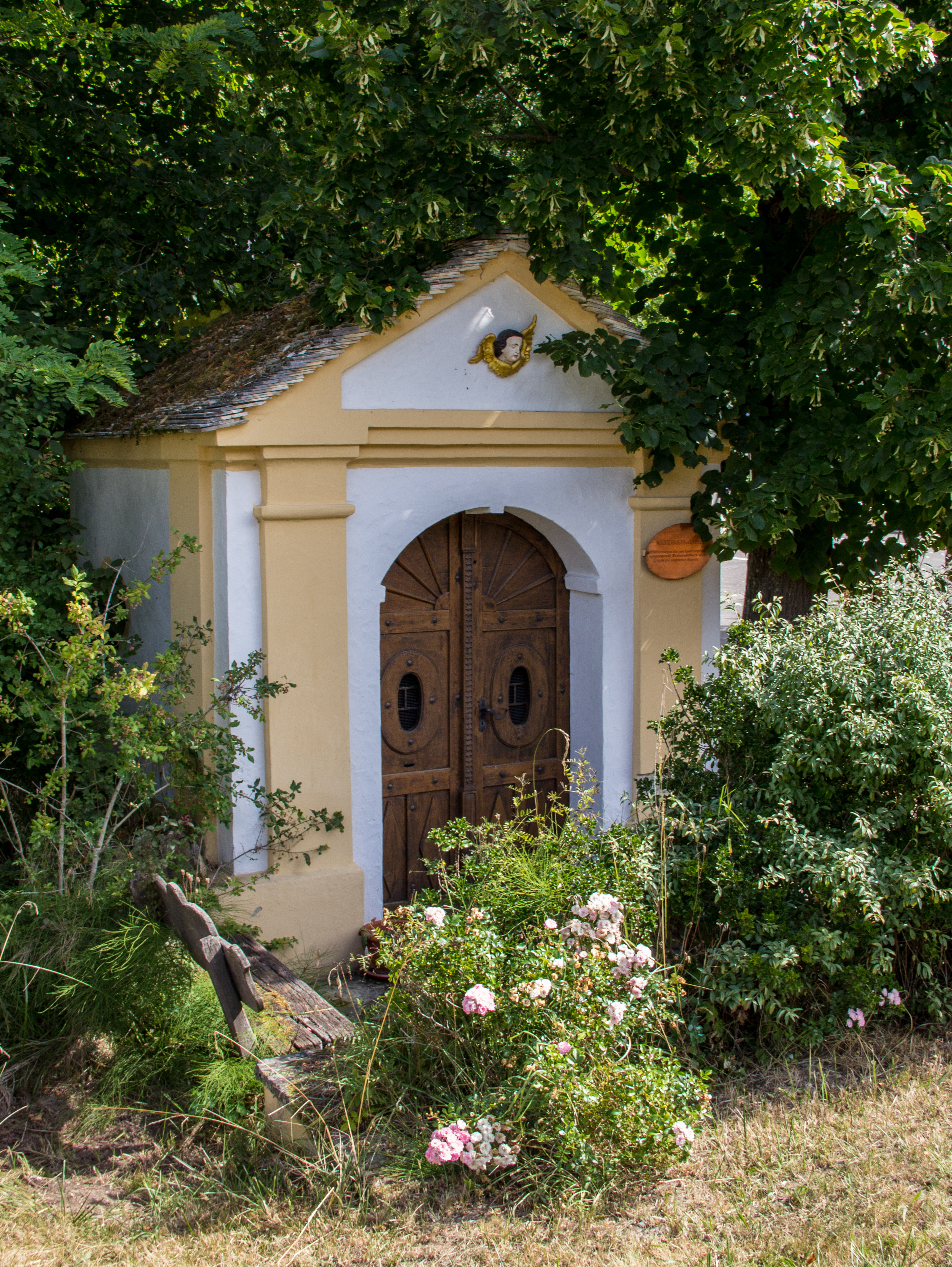
Weihermühlkapelle

Der Blautopf liegt im Ortsteil Weihermühle von Essing am Rand des Waldes am nördlichen Hang des Altmühltales auf etwa 355 m ü. NN. Er gehört zu den typischen geologischen Erscheinungen des Jura. Die Karstquelle schüttet durchschnittlich etwa 300 Liter Wasser pro Sekunde (maximal 4500 l/s). Der unter Naturschutz stehende Quelltopf des Weihermühlenbaches wird von einem Wehr angestaut. Das Karstwasser hat ganzjährig eine Temperatur von 8 °C und nahezu Trinkwasserqualität. Das Einzugsgebiet des Blautopfes erstreckt sich bis zu den Dolinen bei Maierhofen. Zur Unterscheidung von einer anderen Karstquelle, dem schwäbischen Blautopf bei Blaubeuren, wird dieser Quelltopf bei Essing auch Kleiner Blautopf genannt. Sein Name stammt wie beim schwäbischen Blautopf von der bläulichen Farbe des Quellwassers. Das Wasser ist aufgrund des Dolomitanteils im unterirdischen Höhlensand magnesiumhaltig. Im Wasser leben Forellen.
Ursprünglich wurde die Quelle zum Betreiben der Weihermühle und später zur Stromerzeugung genutzt. Aus unerklärten Gründen versiegte der Blautopf im Jahre 1692 kurzzeitig. Die Bewohner errichteten aus Dankbarkeit, als sie wieder sprudelte, eine kleine Votivkapelle (Weihermühlkapelle), die noch vorhanden ist und unterhalten wird.
Der abfließende Weihermühlbach knickt schon bald am Rande der Talstraße in Richtung der Altmühl nach Osten ab und mündet nach insgesamt etwa 0,6 km beim Ortsrand von Essing in einen Altarm der Altmühl.
Die Quelle ist vom Bayerischen Landesamt für Umwelt als Geotop ausgewiesen.
Der direkte Zugang zur Quelle befindet sich im Privatbesitz und ist auch nicht öffentlich zugänglich. Über den öffentlichen Wanderweg oberhalb der Ortschaft kann man ihn jedoch aus ca. 8 Meter Höhe direkt von oben besichtigen.